# AFI 선정 100대 영화
AFI 선정 100대 영화는 미국 영화 연구소(AFI)에서 지금까지 나왔던 미국 영화 중에서 가장 뛰어난 영화 100편을 순위를 매겨 발표한 목록이다. 다음 목록은 1998년 기준이다. 

## 목록
| 순위 | 제목                       | 원제                             | 개봉년도 | 감독                 |
| ---- | -------------------------- | -------------------------------- | -------- | -------------------- |
| 1    | 시민 케인                  | Citizen Kane                     | 1941     | 오슨 웰스            |
| 2    | 카사블랑카                 | Casablanca                       | 1942     | 마이클 커티즈        |
| 3    | 대부                       | The Godfather                    | 1972     | 프랜시스 포드 코폴라 |
| 4    | 바람과 함께 사라지다       | Gone with the Wind               | 1939     | 빅터 플레밍          |
| 5    | 아라비아의 로렌스          | Lawrence of Arabia               | 1962     | 데이비드 린          |
| 6    | 오즈의 마법사              | The Wizard of Oz                 | 1939     | 빅터 플레밍          |
| 7    | 졸업                       | The Graduate                     | 1967     | 마이클 니콜스        |
| 8    | 워터프론트                 | On the Waterfront                | 1954     | 엘리아 카잔          |
| 9    | 쉰들러 리스트              | Schindler's List                 | 1993     | 스티븐 스필버그      |
| 10   | 사랑은 비를 타고           | Singin' in the Rain              | 1952     | 진 켈리 스탠리 도넌  |
| 11   | 멋진 인생                  | It's a Wonderful Life            | 1946     | 프랭크 캐프라        |
| 12   | 선셋 대로                  | Sunset Blvd.                     | 1950     | 빌리 와일더          |
| 13   | 콰이 강의 다리             | The Bridge on the River Kwai     | 1957     | 데이비드 린          |
| 14   | 뜨거운 것이 좋아           | Some Like it Hot                 | 1959     | 빌리 와일더          |
| 15   | 스타 워즈                  | Star Wars                        | 1977     | 조지 루카스          |
| 16   | 이브의 모든 것             | All about Eve                    | 1950     | 조셉 L. 맨키비츠     |
| 17   | 아프리카의 여왕            | The African Queen                | 1951     | 존 휴스턴            |
| 18   | 싸이코                     | Psycho                           | 1960     | 앨프리드 히치콕      |
| 19   | 차이나타운                 | Chinatown                        | 1974     | 로만 폴란스키        |
| 20   | 뻐꾸기 둥지 위로 날아간 새 | One Flew over the Cuckoo's Nest  | 1975     | 밀로스 포만          |
| 21   | 분노의 포도                | The Grapes of Wrath              | 1940     | 존 포드              |
| 22   | 2001: 스페이스 오디세이    | 2001: A Space Odyssey            | 1968     | 스탠리 큐브릭        |
| 23   | 몰타의 매                  | The Maltese Falcon               | 1941     | 존 휴스턴            |
| 24   | 성난 황소                  | Raging Bull                      | 1980     | 마틴 스코세이지      |
| 25   | E.T.                       | E.T. the Extra-Terrestrial       | 1982     | 스티븐 스필버그      |
| 26   | 닥터 스트레인지러브        | Dr. Strangelove                  | 1964     | 스탠리 큐브릭        |
| 27   | 우리에게 내일은 없다       | Bonnie and Clyde                 | 1967     | 아서 펜              |
| 28   | 지옥의 묵시록              | Apocalypse Now                   | 1979     | 프랜시스 포드 코폴라 |
| 29   | 스미스씨 워싱턴에 가다     | Mr. Smith goes to Washington     | 1939     | 프랭크 캐프라        |
| 30   | 시에라 마드레의 보물       | The Treasure of the Sierra Madre | 1948     | 존 휴스턴            |
| 31   | 애니 홀                    | Annie Hall                       | 1977     | 우디 앨런            |
| 32   | 대부 2                     | The Godfather Part II            | 1974     | 프랜시스 포드 코폴라 |
| 33   | 하이 눈                    | High Noon                        | 1952     | 프레드 진네만        |
| 34   | 앵무새 죽이기              | To Kill a Mockingbird            | 1962     | 로버트 멀리건        |
| 35   | 어느 날 밤에 생긴 일       | It Happened One Night            | 1934     | 프랭크 캐프라        |
| 36   | 미드나잇 카우보이          | Midnight Cowboy                  | 1969     | 존 슐레진저          |
| 37   | 우리 생애 최고의 해        | The Best Year of Our Lives       | 1946     | 윌리엄 와일러        |
| 38   | 이중 배상                  | Double Indemnity                 | 1944     | 빌리 와일더          |
| 39   | 닥터 지바고                | Doctor Zhivago                   | 1965     | 데이비드 린          |
| 40   | 북북서로 진로를 돌려라     | North by Northwest               | 1959     | 앨프리드 히치콕      |

## 같이 보기
- 역대 최고의 영화 목록